# Saint-Maurice-en-Cotentin
Saint-Maurice-en-Cotentin település Franciaországban, Manche megyében. Lakosainak száma 248 fő (2022. január 1.). Saint-Maurice-en-Cotentin Sortosville-en-Beaumont, Fierville-les-Mines, La Haye-d’Ectot, Le Mesnil, Saint-Georges-de-la-Rivière, Saint-Jean-de-la-Rivière és Saint-Pierre-d’Arthéglise községekkel határos.

## Népesség
A település népessége az elmúlt években az alábbi módon változott:
| Lakosok száma | 195  | 178  | 203  | 281  | 270  | 263  | 257  | 255  | 251  | 248  |
|               | 1968 | 1982 | 1990 | 2006 | 2013 | 2015 | 2017 | 2019 | 2020 | 2022 |